# Neusorg
Neusorg är en kommun och ort i Landkreis Tirschenreuth i Regierungsbezirk Oberpfalz i förbundslandet Bayern i Tyskland.
Kommunen ingår i kommunalförbundet Neusorg tillsammans med kommunerna Brand, Ebnath och Pullenreuth.